# Plain-chant
Pour les articles homonymes, voir Plain-chant (homonymie).
Le plain-chant est un genre musical sacré. Dans la musique occidentale médiévale, le plain-chant est :
- un chant, donc une musique vocale ;
- a cappella, c’est-à-dire sans accompagnement instrumental ;
- monodique, c’est-à-dire à une seule voix, non polyphonique ;
- modal, c’est-à-dire que chaque pièce s'inscrit dans un cadre modal (ou mode) fixe ;
- et qui suit une rythmique verbale, c’est-à-dire sans division ni mesure.

Le terme est l'équivalent français du latin Cantus Planus. Ici, le terme plain (attention à ne pas écrire « plein ») est de la même famille que plaine, et désigne quelque chose qui n'a pas de rupture, d'accident ou d'altération (« planus » a donné l'anglais « plain », Plainsong).
Le plain-chant est un type de musique vocale traditionnel, apparaissant généralement dans un contexte religieux. Ce style musical est ancien et répandu. Il n'est pas propre aux rites catholiques, mais on en trouve également des exemples dans les cantillations et les pièces de rites hébreux, musulmans ou bouddhistes. Bien que les termes soient souvent pris l'un pour l'autre, il convient de distinguer le plain chant (un style musical) du chant grégorien (un répertoire liturgique modifié dans ce style après la Renaissance).
D'anciens statuts de Cîteaux rapportés par saint Bernard de Clairvaux ainsi que le cardinal Giovanni Bona recommandent le plain-chant en ces termes:

« Ne trainons pas trop la psalmodie, mais chantons rondement et d'une voix animée (viva voce). Commençons ensemble et finissons de même chaque verset. Qu'aucun ne prolonge le point d'arrêt, mais qu'il abandonne aussitôt la syllabe sur laquelle il repose. Après chaque partie du verset, qu'il y ait une pause sensible. Que personne ne commence avant les autres, ou n'aille plus vite ; que personne non plus ne traîne après les autres en insistant sur la finale. Chantons ensemble, faisons les pauses ensemble, en nous prêtant l'oreille les uns aux autres. Nous vous avertissons, nos très-chers frères, de vous présenter devant le Seigneur pour chanter ses louanges avec autant de joie que de respect : n'y soyez point avec un air paresseux, ou endormi, ou nonchalant, ne chantant qu'à demi-voix ; prenez garde de couper les mots ou de n'en prononcer que la moitié ; ou d'en passer d'entiers ; évitez de chanter de manière molle, efféminée, négligée, et comme du nez seulement ; mais prononcez d'un ton mâle (virili sonitu) et avec affection les paroles du Saint-Esprit. »

— Statuts de Cîteaux

## Plain-chant occidental
Le plain-chant occidental (chrétien) a son origine dans le chant des psaumes et des hymnes déjà présent dans la liturgie de la synagogue, à la naissance de l'ère chrétienne. Ce chant primitif comprend initialement deux genres principaux :
- la psalmodie ou la cantillation des lectures et des psaumes, effectuée par un lecteur soliste ;
- le chant responsorial, où l'assemblée chante ensemble une réponse au texte du soliste.

S'y ajoutent rapidement des hymnes, dans la liturgie catholique, dont un grand créateur a été saint Ambroise, à l'origine du répertoire ambrosien.

En tant que genre de la musique occidentale, le plain-chant classique apparaît au haut Moyen Âge (entre les Ve et IXe siècles, et principalement du VIe au VIIIe siècle), dans la musique sacrée. Ces pièces forment le fond « classique » du chant grégorien.

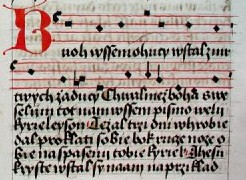
Exemple de plain-chant non liturgique.

Au Moyen Âge, le plain-chant désigne l'ensemble des mélodies en langue latine, essentiellement présentes dans la liturgie chrétienne d'Occident (mais ce genre accueille également des pièces profanes). À cette époque-là, le chant grégorien s'opposait aux musiques mesurées et polyphoniques caractéristiques de la fin du Moyen Âge. Alors que les chants syllabiques grégoriens étaient normalement réservés aux célébrants et fidèles, la schola et les chantres exécutaient les chants très développés et mélismatiques. Toutefois, comme ces derniers provoquaient parfois une difficulté de formation de chantres, un nouveau genre du chant syllabique, séquence, fut établi auprès de l'abbaye de Saint-Gall au IXe siècle.
À la suite du concile de Trente, le plain-chant subit une première évolution : simplification et modification des mélodies, déplacement des accents sur les notes longues. Ces modifications ont conduit à un remaniement du fonds primitif.
Parallèlement, le répertoire grégorien lui-même fut modifié : suppression de pièces (notamment la quasi-totalité des séquences), et ajout de compositions originales de l'ère baroque (messes, offices et hymnes).
Ce répertoire sera en usage jusqu'à la restauration de Solesmes et à l'édition de la Vaticane (début XXe siècle). À l'époque moderne, le plain-chant reste une musique sacrée essentiellement vocale et inspirée du chant grégorien, mais ayant subi l'influence des nouvelles techniques musicales avec l'Organum : la mesure, et parfois, l'harmonie. Ce second type de plain-chant donnera naissance au genre du choral, en Allemagne. Ce « plain-chant mesuré » ou « plain-chant figuré » est généralement considéré par les puristes comme une grave altération du plain-chant originel. C'est en réaction à ce plain-chant tardif qu'a été entrepris, dès la fin du XIXe siècle, un mouvement de restauration du plain-chant médiéval par l'école Niedermeyer.

## Emploi dans la liturgie
Le plain-chant est pratiquement toujours chanté en latin, pour des chants destinés à accompagner des liturgies religieuses.
Le chant grégorien est le plus connu et le plus diffusé des répertoires du plain-chant, à tel point qu'on finit par confondre les deux concepts. Mais le plain-chant comprend également des répertoires autres que le grégorien : citons le chant vieux-romain (plus sobre), le chant ambrosien (ou milanais), le mozarabe (plus exubérant) appelé également hispanique  ou wisigothique, le gallican (plus coloré et dramatique), le bénéventain (dans le Sud de l'Italie).
Le répertoire grégorien est un mélange des traditions romaines et gallicanes, qu'il a supplantées. Cette création date de l'époque carolingienne, et a fait partie de la politique d'alliance entre l'empire de Charlemagne et la papauté. Une légende tardive (rédigée par un moine du Mont Cassin en 872) rattacha ensuite cette réforme musicale à la réforme liturgique qu'avait entreprise le pape saint Grégoire, donnant le nom de « grégorien » à ce qui n'était initialement que le « chant messin » (de l'école de Metz). Cette légende subsiste jusque dans le frontispice de l'édition vaticane du graduel.
Il faut remarquer que le chant grégorien était un chant effectivement mélodique et rythmique, avant la Renaissance. Cette dernière et la réforme protestante firent modifier considérablement la caractéristique du chant grégorien. Notamment, les livres de chant de Luthériens et d'Anglicans étaient assez syllabiques. Enfin, le Vatican sortit entre 1614 et 1615 l'Édition médicéenne, plus simple et plus syllabique. C'est la raison pour laquelle le chant grégorien s'appelait dorénavant très fréquemment le plain-chant.
En raison de cette confusion historique, de nos jours, selon les études sémiologiques du chant grégorien qui rétablirent la nature du chant, il est fortement déconseillé que le terme plain-chant soit employé pour celui-ci,.

## Styles d'ornementation
Suivant leur ornementation, les pièces de plain-chant grégorien (ou les passages de ces pièces) se répartissent en quatre styles (qui font l'objet d'articles séparés) :
- le style psalmodique, une note = plusieurs syllabes ;
- le style syllabique, une syllabe = une note ;
- le style neumatique, une syllabe = un (parfois deux) neume(s) de deux ou trois notes ;
- le style mélismatique, un mélisme = plusieurs neumes sur une seule syllabe.

N.B. : les styles psalmodiques et syllabiques sont souvent regroupés dans la mesure où les pièces de style psalmodique sont traditionnellement notées à raison d'un punctum par syllabe. Cependant, cette notation est évidemment superflue.